# Castello di Monte Ursino
Il castello di Monte Ursino sorge in posizione dominante su una collina da cui prende il nome, a difesa del centro storico di Noli, in provincia di Savona.

## Storia
Situato sulla vetta del monte Ursino, il maschio faceva parte di un castello antecedente, costruito nella prima fondazione di Noli sulla vetta del colle. Sui ruderi di questa struttura fu costruito l'edificio attuale all'epoca dei Comuni.
Intorno al X secolo molti centri che sorgevano sulla costa si spostarono sulle colline, meno malsane e più facilmente difendibili. Fu così anche per Noli che, distrutta da un incendio intorno al 900, fu ricostruita sulla collina di Monte Ursino, a picco sul mare, e già nel 1004 viene citato in un documento e definito borgo fortificato.
Dopo la costruzione di una prima torre sulla sommità della collina, la fortificazione si ampliò e rafforzo più volte fino a raggiungere la sua forma attuale intorno al XV secolo, abbracciando anche il neonato borgo nella piana, attuale centro storico, mentre fu gradatamente abbandonato quello in collina. Fautori di questa struttura militare medievale furono soprattutto i Del Carretto, feudatari di Noli. Il castello era in grado di controllare il mare, la costa e la vecchia strada romana passante in collina nella località di Voze, e utilizzata sino al XVIII secolo.
La cinta muraria parte dal castello e abbraccia tutto il borgo.

## Descrizione

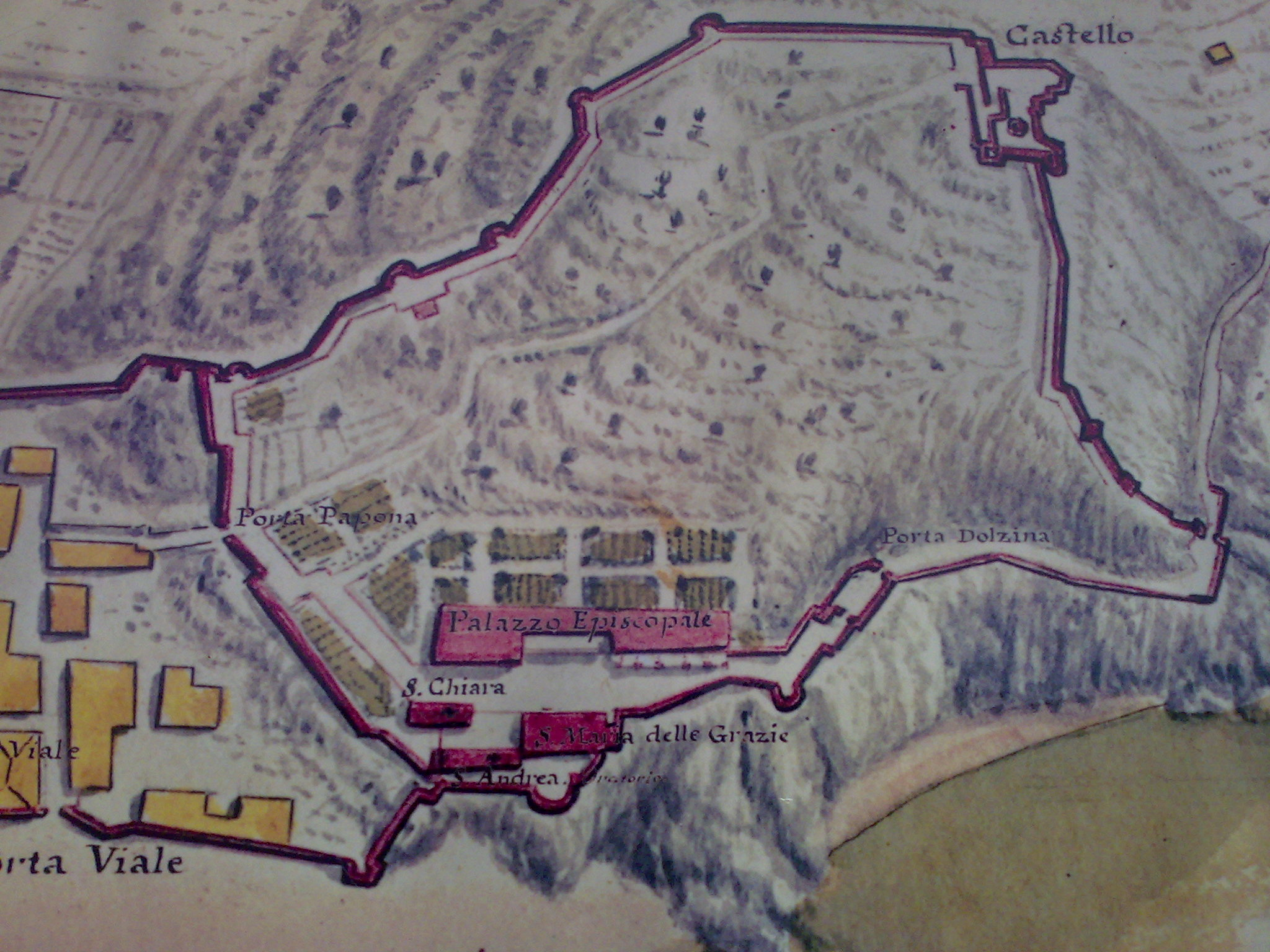
Pianta del castello realizzata nel XVIII secolo.

Il castello è costituito sulla sommità da un'alta torre cilindrica, circondata da massicce mura e dagli alloggi per la truppa. Da questo nucleo principale discendevano due perimetri murari, in gran parte ancora oggi conservati, che abbracciavano tutta la collina e successivamente anche l'abitato a valle. Torri circolari si susseguivano a intervalli regolari lungo le mura digradanti sui fianchi del Monte Ursino.
Le porte di accesso erano invece difese da un singolare sistema ancora oggi in parte conservato che era costituito da una torre esterna alle mura e ad esse collegata tramite una passerella in muratura. Ciò permetteva di difendere le porte di accesso anche dall'esterno colpendo i nemici alle spalle. Il castello e le mura di cinta del borgo, sono tra gli esempi di incastellamento medievale meglio conservati del Ponente ligure.